# Aladino (personaggio)
Aladino (in arabo علاء الدين‎?, ʿAlāʾ al-Dīn) è il protagonista della fiaba Aladino e la lampada meravigliosa.

## Storia originale
Aladino è un giovane ragazzo povero che vive in una regione della Cina. Un giorno trova una lampada magica in cui è rinchiuso un jinn, pronto a esaudire i voleri del possessore della lampada. Con l'aiuto del jinn, ʿAlāʾ al-Dīn, che in altre circostanze non avrebbe mai potuto aspirare a sposare una principessa, diventa ricco e potente e sposa la principessa Badr al-budūr, figlia del Sultano del regno del Catai in cui è ambientata la storia. Per riuscirci sconfiggono insieme il mago cattivo proveniente dal Maghreb e, una volta morto questi, anche il suo perfido fratello.

## Adattamenti
Film
- Achmed, il principe fantastico (Die Abenteuer des Prinzen Achmed) (1926)
- Aladdin and His Wonderful Lamp (1939): cortometraggio di animazione di Braccio di Ferro in cui lo stesso Braccio di Ferro, doppiato in originale da Jack Mercer, impersona Aladino
- Il ladro di Bagdad (1940): si chiama Ahmad, interpretato da John Justin, doppiato in italiano da Giulio Panicali (primo doppiaggio) e Massimiliano Manfredi (secondo doppiaggio)
- Allauddin Adhbhuta Deepam (1957)
- Allavudeenum Arputha Vilakkum (1957)
- Alladdin Ka Chirag (1957)
- La principessa e lo stregone (1001 Arabian Nights) (1959): doppiato in originale da Dwayne Hickman
- Le meraviglie di Aladino (1961): interpretato da Donald O'Connor
- La lampada di Aladino (Volshebnaya lampa Aladdina) (1966): interpretato da Boris Bystrov, doppiato in italiano da Luca Sandri
- Aladdin (1967): interpretato da Fred Grades
- Aladino e la lampada meravigliosa (Aladin et la lampe merveilleuse) (1970): doppiato in originale da Gaston Guez (adulto), Jean-Pierre Leroux (ragazzo),  Paul Guez (bambino) e in italiano da Roberto Chevalier
- La lampada di Aladino (1975)
- Allauddinum Albhutha Vilakkum (1979)
- La lampada di Aladino (Aladdin to mahou no Lamp) (1982): doppiato in originale da Kazuo Kamiya e in italiano da Oreste Baldini (1984) e Claudio Moneta (1993)
- Superfantagenio (1986): Al Haddin, interpretato da Luca Venantini
- Aladino (Aladdin) (1992): doppiato in originale da Cam Clarke
- The Erotic Adventures of Aladdin X (1994): interpretato da Christoph Clark
- Il fantastico mondo di Aladino (A Kid in Aladdin's Palace) (1998): interpretato da Aharon Ipalé
- Le nuove avventure di Aladino (2015): interpretato da Kev Adams

Serie televisive
- Shirab il ragazzo di Bagdad (1976): doppiato in originale da Masato Tsujimura e in italiano da Valerio Ruggeri
- Le più belle favole del mondo (1977)
- Nel regno delle fiabe (Shelley Duvall's Faerie Tale Theatre) (1986): interpretato da Robert Carradine
- Le fiabe più belle (Anime Sekai no Dowa) (1995): doppiato in originale da Ryōtarō Okiayu in italiano da Davide Garbolino
- Simsalagrimm (Simsala Grimm) (2010): doppiato in italiano da Simone D'Andrea
- Le mille e una notte - Aladino e Sherazade (One Thousands and One Nights) (2012): interpretato da Marco Bocci
- Magi: The Labyrinth of Magic (2012): doppiato in originale da Kaori Ishihara

### Versione Disney
Aladino è protagonista del franchise Disney nato con il classico Aladdin del 1992. Il suo nome viene mantenuto all'inglese, "Aladdin".